# Palisade (hop)
Palisade is een hopvariëteit die wordt gebruikt voor het brouwen van bier.
Deze hopvariëteit is een “aromahop”, bij het bierbrouwen voornamelijk gebruikt vanwege zijn aromatische eigenschappen. Deze vrij recente Amerikaanse hopvariëteit werd gekweekt door de Yakima Chief Ranches en is een cultivar van de hopvariëteit Tettnang die vrij bestoven werd.

## Kenmerken
- Alfazuur: 6 – 10%
- Bètazuur: 6 – 8%
- Eigenschappen: hoppig en fruitig